# 1112
1112 (MCXII) var ett skottår som började en måndag i den julianska kalendern.

## Händelser

### Okänt datum
- Folket i Laon bildar en kommun och mördar sin biskop.
- Salzwedel grundläggs.
- Baden blir furstendöme.
- Afonso I uppstiger på Portugals tron.
- Otto av Ballenstedt upphöjs till hertig av Sachsen av kejsar Henrik V.

## Födda
- Beatrice av Vienne, grevinna av Savojen.

## Avlidna
- Henrik av Burgund, greve av Portugal.
- Tancred, en av ledarna under första korståget.
- Anna Vsevolodovna av Kiev, rysk prinsessa, nunna och skolgrundare.